# Silnice II/324
Silnice II/324 je silnice II. třídy spojující silnici I/32 a města Městec Králové, Nový Bydžov, Hradec Králové, Pardubice, Chrudim a Slatiňany. Délka silnice je 76 km.
V úseku Hradec Králové - Chrudim tvoří doprovodnou komunikaci k silnici I/37. V Pardubicích tvoří jednu z hlavních dopravních tepen města, částečně je vedena ve čtyřpruhovém uspořádání.
Do roku 2006 silnice končila u Dražkovic, po zprovoznění obchvatu byla část bývalé I/37 převedena na tuto silnici až za Medlešice. V roce 2015 byla po zprovoznění severní části chrudimského obchvatu prodloužena až do Chrudimi, kde končí na okružní křižovatce se silnicí I/17. V prosinci roku 2021 byla silnice zakončena za Slatiňany na křižovatce se silnicí I/37.